# Agathe de Catane
Pour les articles homonymes, voir Sainte Agathe.
Sainte Agathe de Catane ou Agathe de Sicile, née vers 231 et morte en 251, est une sainte chrétienne, vierge et martyre, elle est commémorée le 5 février selon le Martyrologe romain.

## Hagiographie

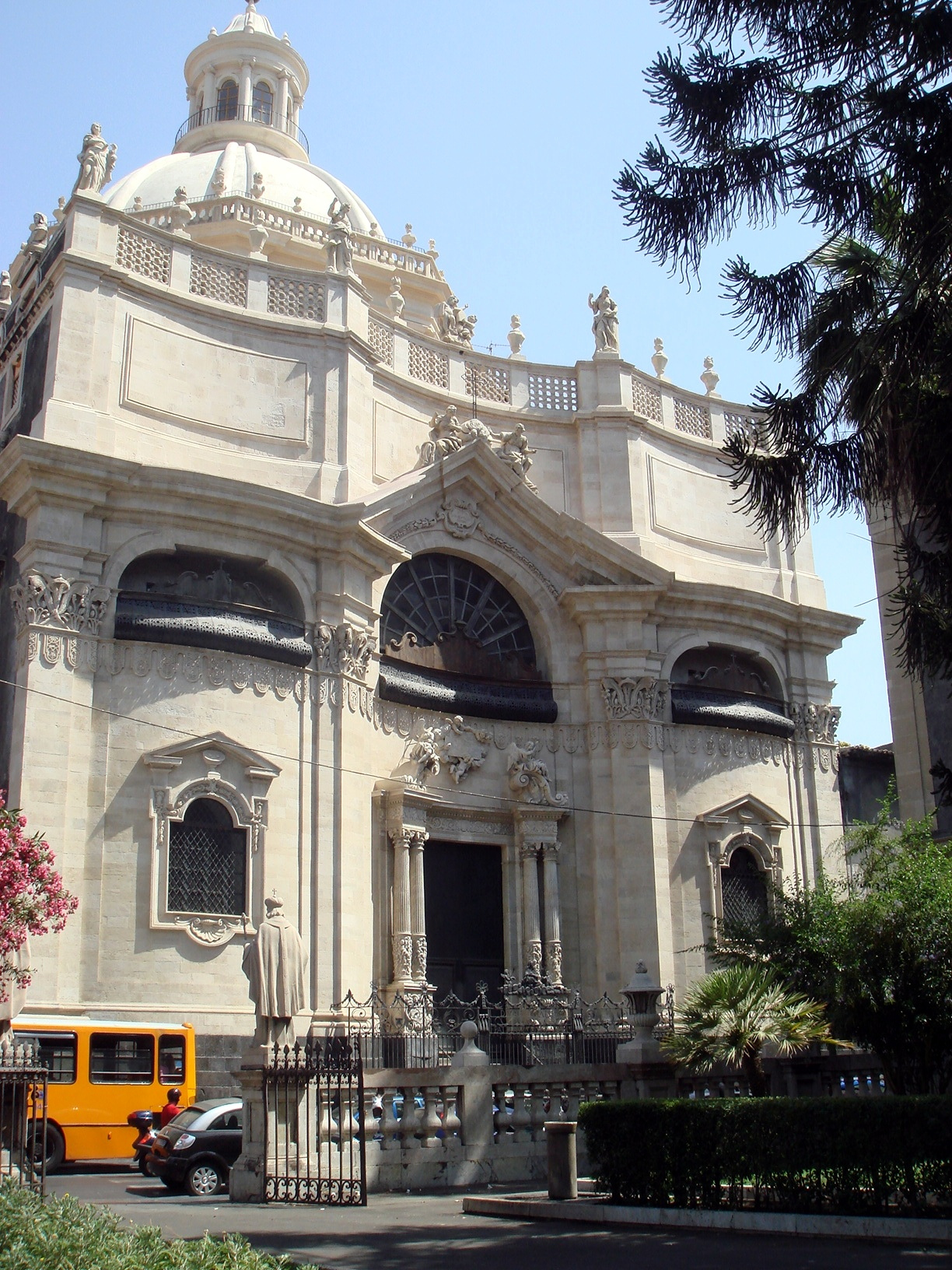
Abbatiale de Sant'Agata

Connue par une « passion » (récit hagiographique) du Ve siècle issue de traditions tardives, sa vie légendaire a été reprise par Jacques de Voragine dans La Légende dorée.
Née au IIIe siècle à Catane en Sicile, dans une famille noble, Agathe était d'une très grande beauté et honorait Dieu avec ferveur et lui avait ainsi consacré sa virginité. Quintien, proconsul de Sicile mais homme de basse extraction, souhaitait par-dessus tout l'épouser, pensant qu'il pourrait ainsi gagner en respect mais aussi jouir de la beauté et de la fortune d'une telle épouse.
Agathe ayant refusé ses avances, Quintien l'envoya dans un lupanar tenu par une certaine Aphrodisie qu'il chargea de lui faire accepter ce mariage et de renoncer à son Dieu. La tenancière ayant échoué, Quintien fit jeter Agathe en prison et la fit torturer. Parmi les tortures qu'elle endura, on lui arracha les seins à l'aide de tenailles mais l'apôtre Pierre lui apparut en prison et la guérit de ses blessures. D'autres tortures finirent par lui faire perdre la vie et son décès fut accompagné d'un tremblement de terre qui ébranla toute la ville.
Un an après sa mort, l'Etna entra en éruption, déversant un flot de lave en direction de Catane. Selon la légende, les habitants s'emparèrent du voile qui recouvrait la sépulture d'Agathe et le placèrent devant le feu qui s'arrêta aussitôt, épargnant ainsi la ville.
Depuis, on invoque son nom pour se protéger des tremblements de terre, des éruptions volcaniques ou des incendies.

## Culte et patronage

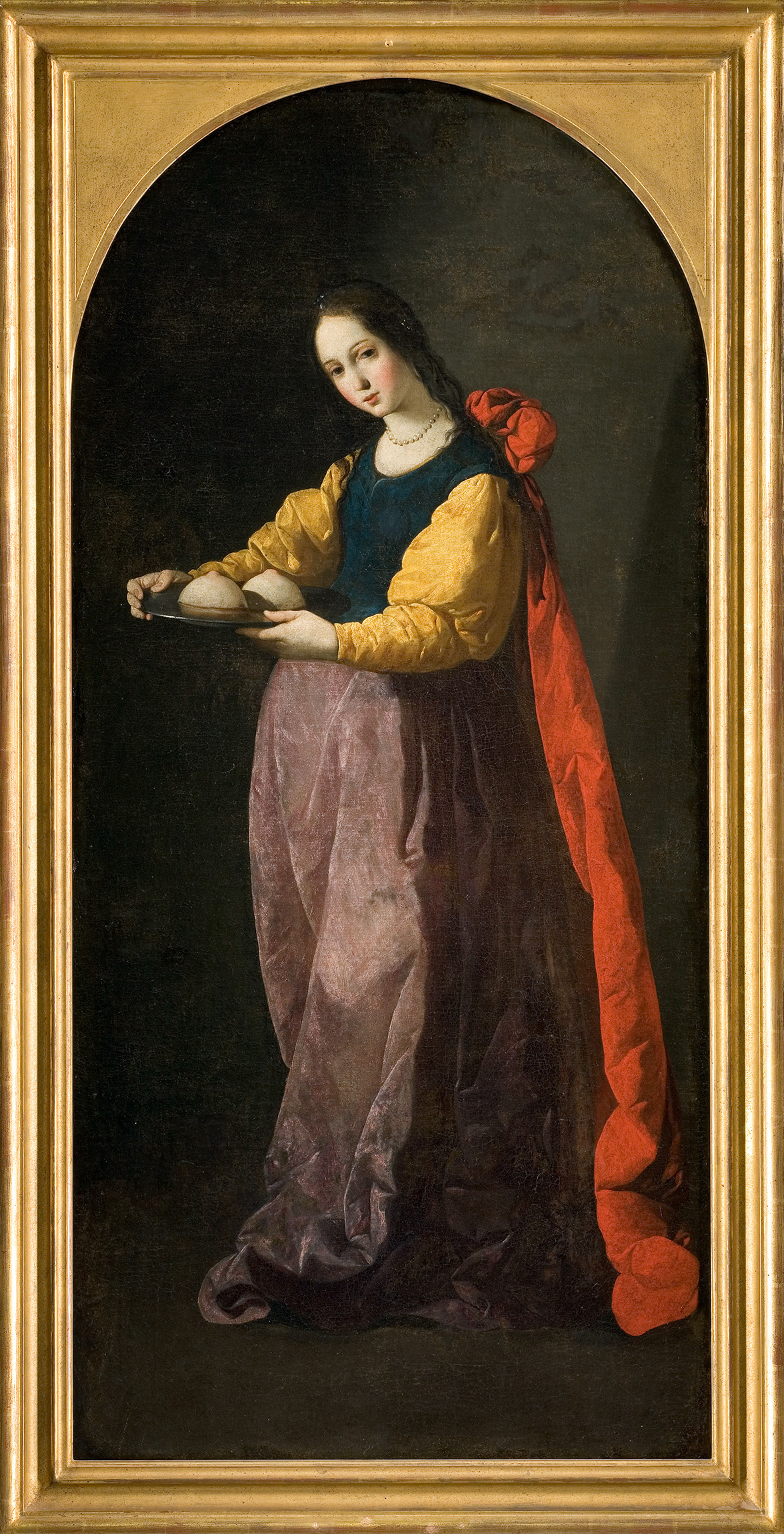
Sainte Agathe, Francisco de Zurbarán, Musée Fabre, Montpellier.

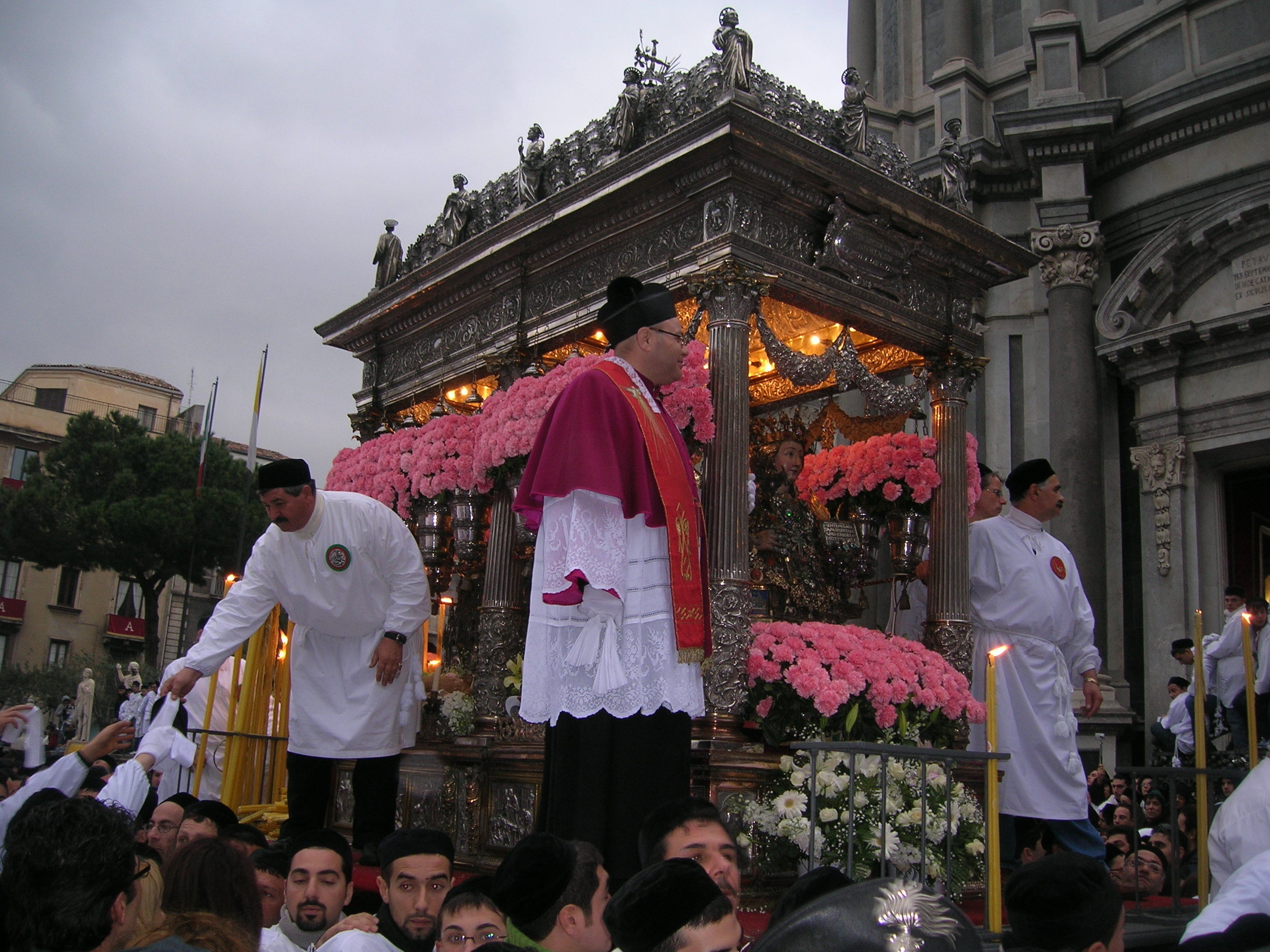
Le Fercolo de sainte Agathe à Catane début février.

Le culte de sainte Agathe dépassa rapidement le cadre de la Sicile : en 470, les ariens lui consacrent une petite église à Rome, Sainte-Agathe-des-Goths, que le pape Grégoire le Grand donna aux catholiques.
Agathe figure après Félicité et Perpétue, et avant Lucie, Agnès, Cécile et Anastasie parmi les sept saintes citées dans le canon de la messe catholique romaine.
Elle est l'une des trois grandes saintes de Sicile, elle à Catane, Lucie à Syracuse, et Rosalie à Palerme.
Sainte Agathe est la patronne des nourrices, des bijoutiers, des fondeurs de cloche, des villes de Catane et de Palerme, ainsi que de l'île de Malte. Ses reliques, qui auraient été transférées à Constantinople en 1050, reposeraient maintenant depuis 1126 dans la chapelle qui lui est dédiée dans la cathédrale de Catane qui lui est consacrée.
Une pâtisserie populaire en forme de sein est réalisée lors de la fête de la sainte, les « Minne di Sant'Agata » ou les « Minuzzo », qui sont servis par paire en Sicile dans la ville de Catania. Ce sont des petits dômes de pâte fourrés de fromage frais, de fruits candis et de pistache. Recouverts d'un glaçage blanc et surmontés d'une cerise confite, ils symbolisent la poitrine de la martyre.
En France, c'est par la brioche qu'on fera référence à la poitrine d'Agathe de Sicile, à travers le gâteau de Saint-Genix, ou gâteau Labully, qui fut inventé en 1880 par le pâtissier Pierre Labully dans le village de Saint-Genix-sur-Guiers en Savoie. L'apparition dans cette région du culte de sainte Agathe ainsi que de la tradition des brioches en forme de seins coupés remonte à l'annexion de la Sicile au duché de Savoie, en 1713.
La fête de la Sainte-Agathe (it) qui a lieu chaque année du 3 au 5 février est la plus importante fête religieuse de Catane. Le buste de la sainte qui abrite ses reliques est installé sur un monumental char reliquaire, le « fercolo », qui est porté en procession dans la ville. Même les mafieux de Catane obligent le reliquaire à effectuer un arrêt sous le balcon de leur maison.
En 2002, la fête de Sainte-Agathe de Catane a été classée au patrimoine mondial de l'UNESCO comme « valeur de l’humanité ».

## Agathe héritière d'Isis
Dans sa Chronique des derniers païens, Pierre Chuvin relate comment la déesse Isis, protectrice de Catane, considérée comme la « bonne déesse » (Agathè Daimôn), fut remplacée par sainte Agathe dès que le christianisme devint la religion dominante.
Pierre Sauzeau, qui professa à l'université Paul Valéry – Montpellier III, explique comment Agathe devint l'héritière d’Isis à Catane. La déesse Isis, venue d'Égypte, y assumait les fonctions de protectrice de la navigation ; elle portait l’épithète d’Euploia, en grec ancien Εὔπλοια, qui donne une heureuse navigation, ou Ploiaphèsa. Elle était fêtée au cours d'une procession carnavalesque qui perdura jusqu'au VIe siècle et au cours de laquelle on lui offrait du lait dans des seaux en forme de sein. Quand Agathe la détrôna, ce furent désormais ses seins mutilés qui furent mis à l'honneur.

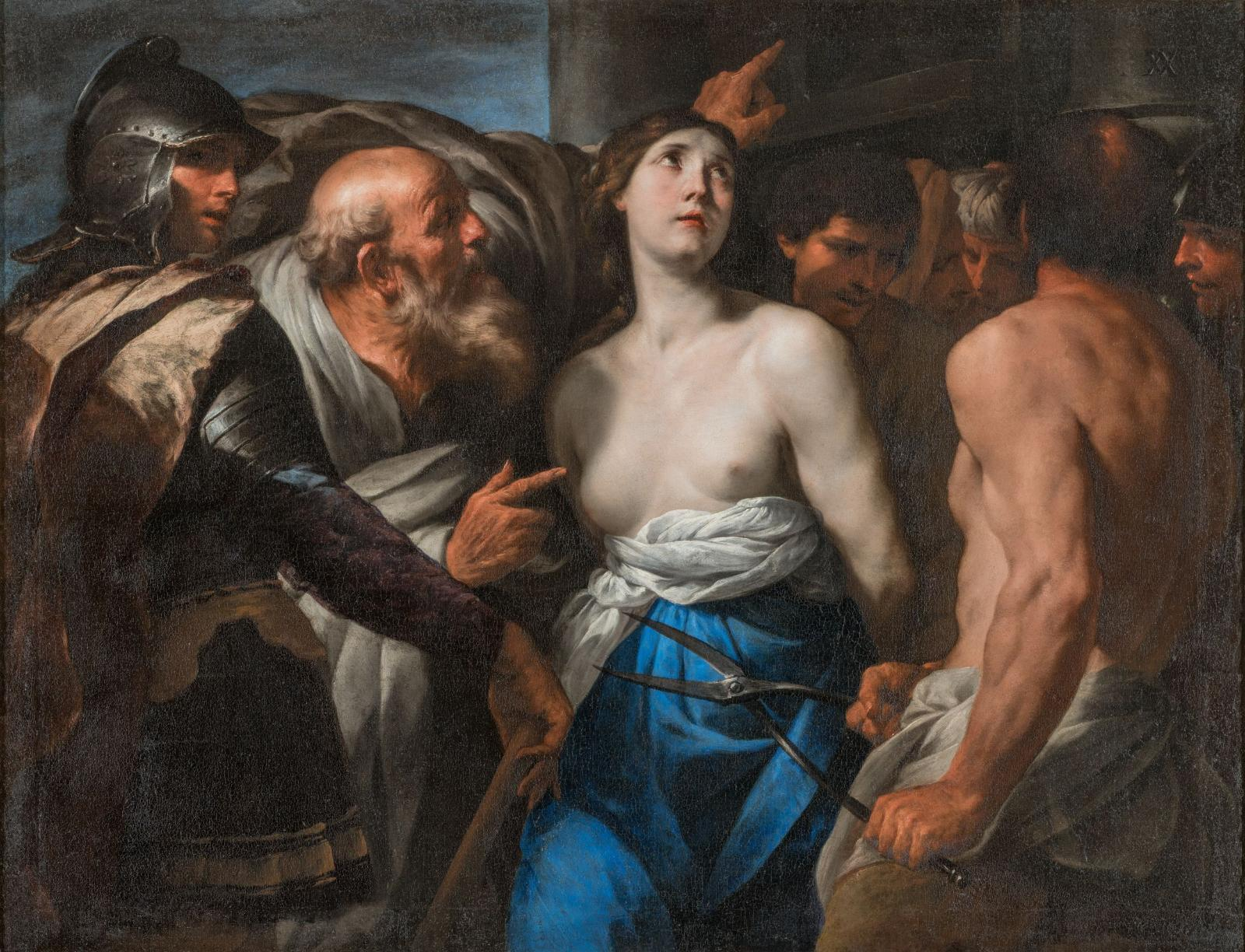
Le Martyre de sainte Agathe, par Andrea Vaccaro (v. 1635-1640). Huile sur toile, musée Fabre, Montpellier.

## Iconographie
Ses principaux attributs sont la palme du martyre, un plateau sur lequel sont posés deux seins (d'où son nom de « sainte mastophore ») suggérant selon Didier Anzieu une castration symbolique, des tenailles et parfois un édifice en flammes.
Agathe est « très peu représentée, le clergé pudibond estimant qu'il serait difficile pour ce thème de faire l'impasse sur la nudité de la malheureuse vierge ».
Cette iconographie a probablement inspiré les aquarelles chinoises d'exportation, destinées aux marchés fo cho facher occidentaux, dont certaines représentaient des « supplices chinois ».
- Sebastiano del Piombo, Le Martyre de sainte Agathe, 1520, Palais Pitti, Florence
- Francisco de Zurbarán, Sainte Agathe (1630-1633), musée Fabre, Montpellier
- Andrea Vaccaro, Le Martyre de sainte Agathe (v. 1635-1640), musée Fabre, Montpellier
- Francesco Guarino, Sainte Agathe (v. 1637-1640), musée de Capodimonte, Naples
- Tiepolo, Le Martyre de sainte Agathe (v. 1750), Gemäldegalerie, Berlin
- Mariano Rossi, Le Martyre de sainte Agathe (v. 1786), Musée du Louvre, Paris.

## Galerie de représentations du martyre de sainte Agathe

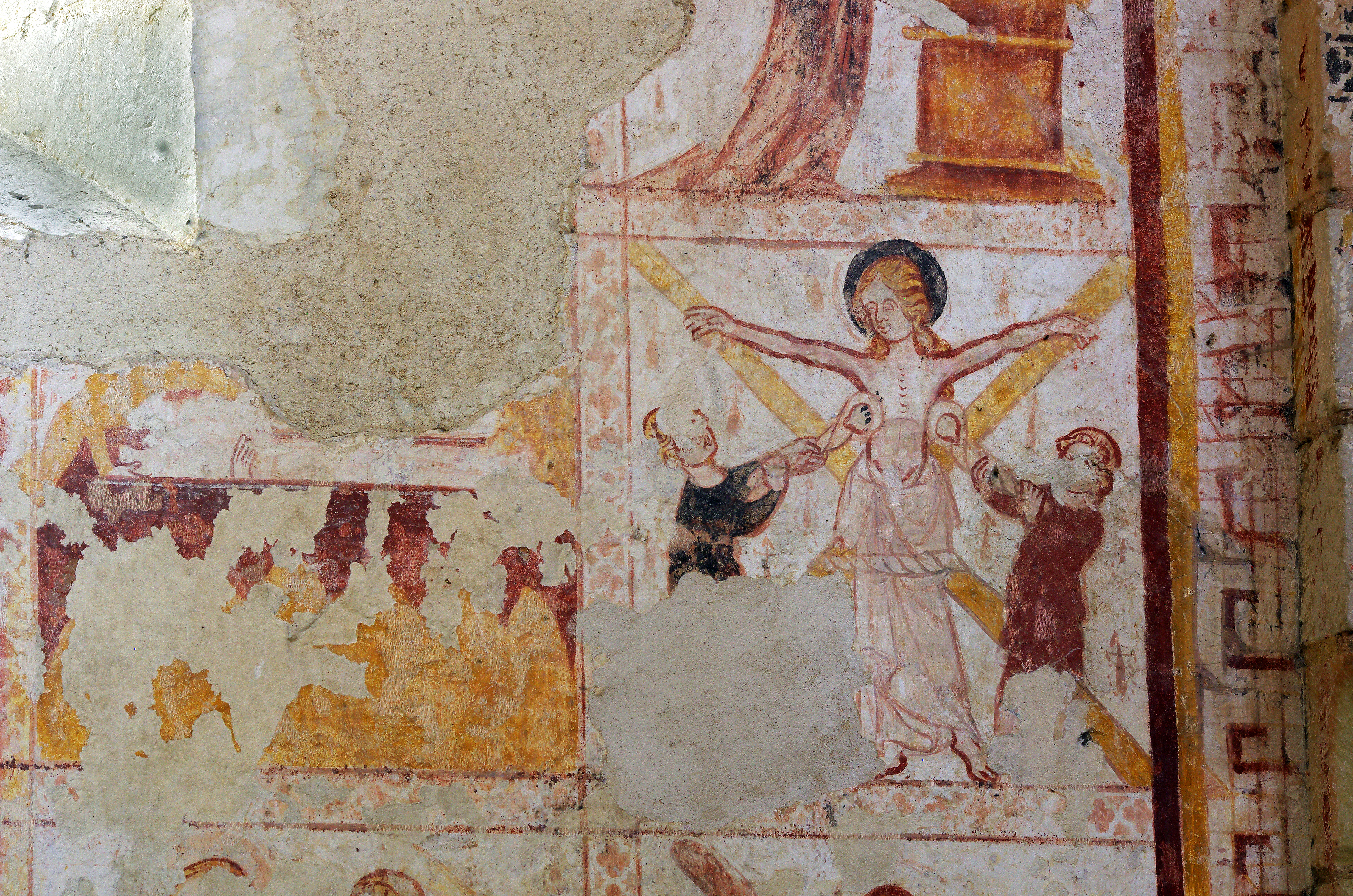
Peinture murale à l'église Saint-Genest de Lavardin (Loir-et-Cher)
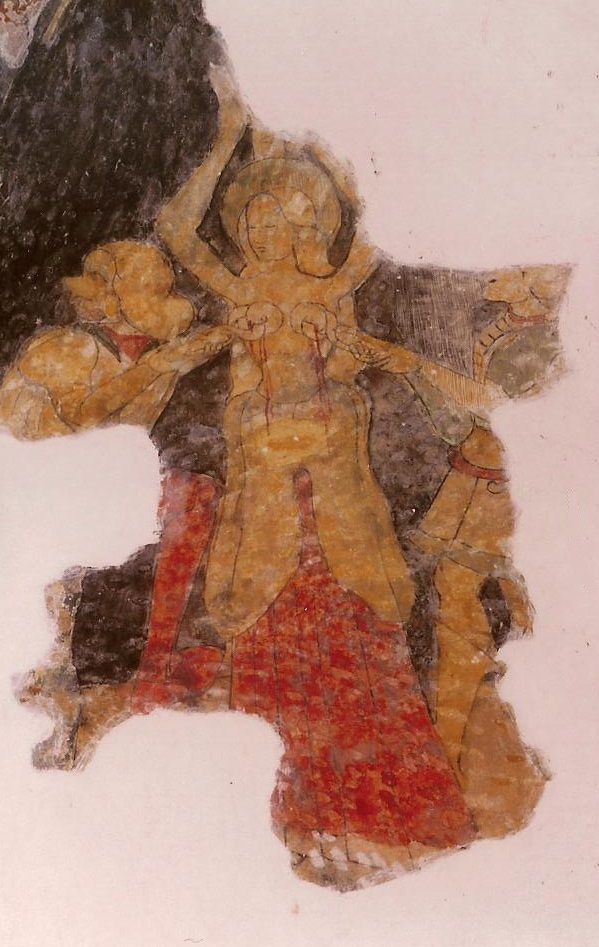
Peinture murale dans l'église de Jaleyrac (Cantal)
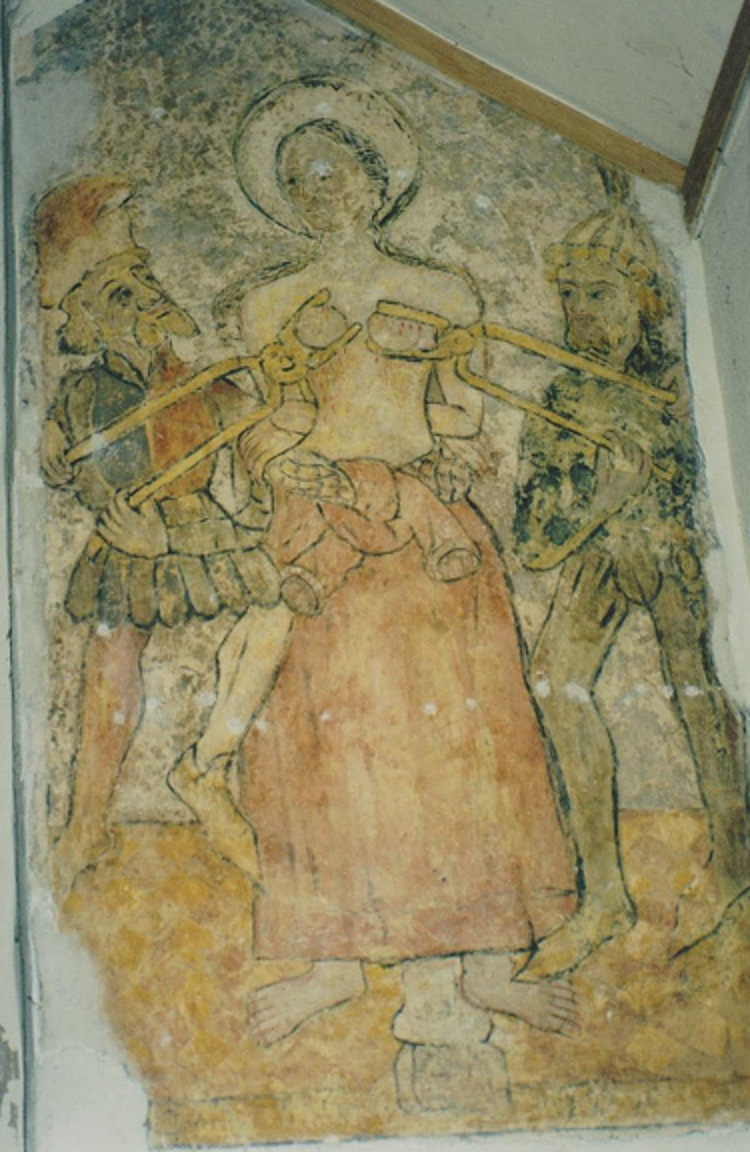
Peinture murale romane dans l'église sainte Agathe de Ris (Puy-de-Dôme)
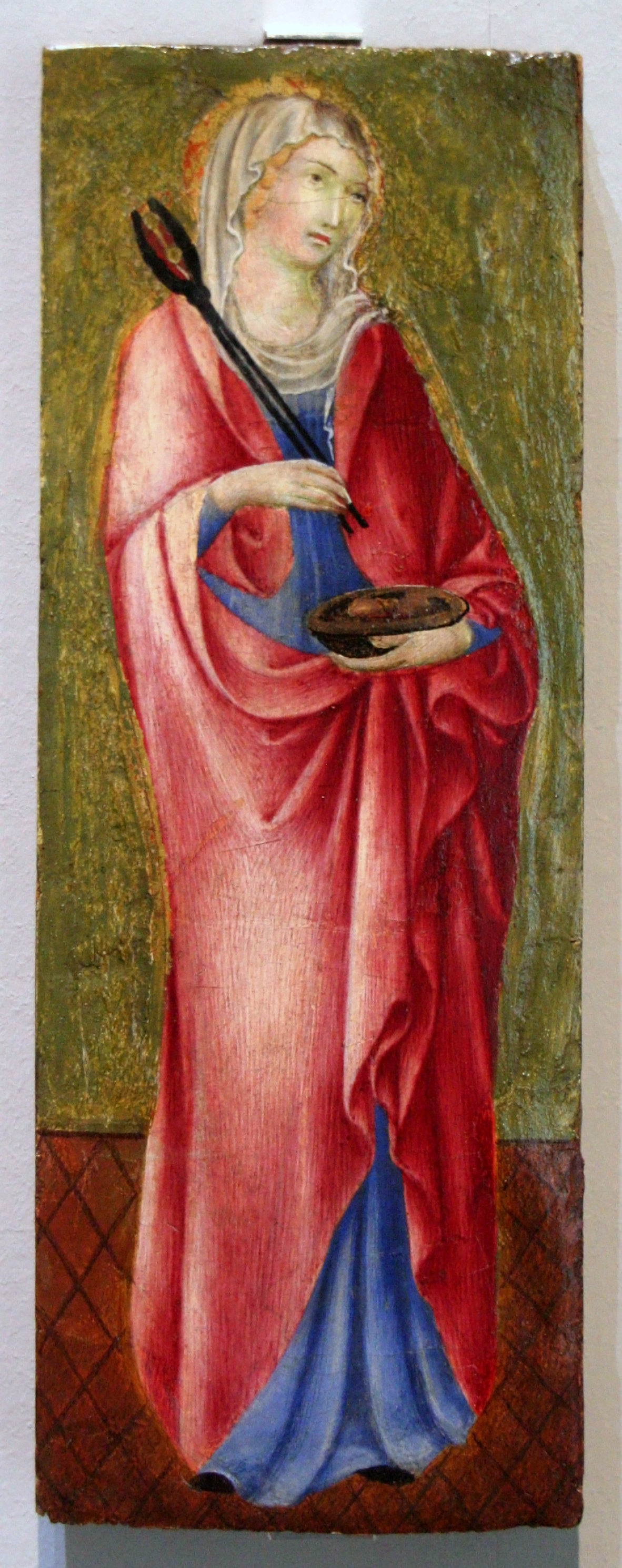
Sainte Agathe, vers 1445-1450 Sano di Pietro, Musée de Tessé, Le Mans (France)
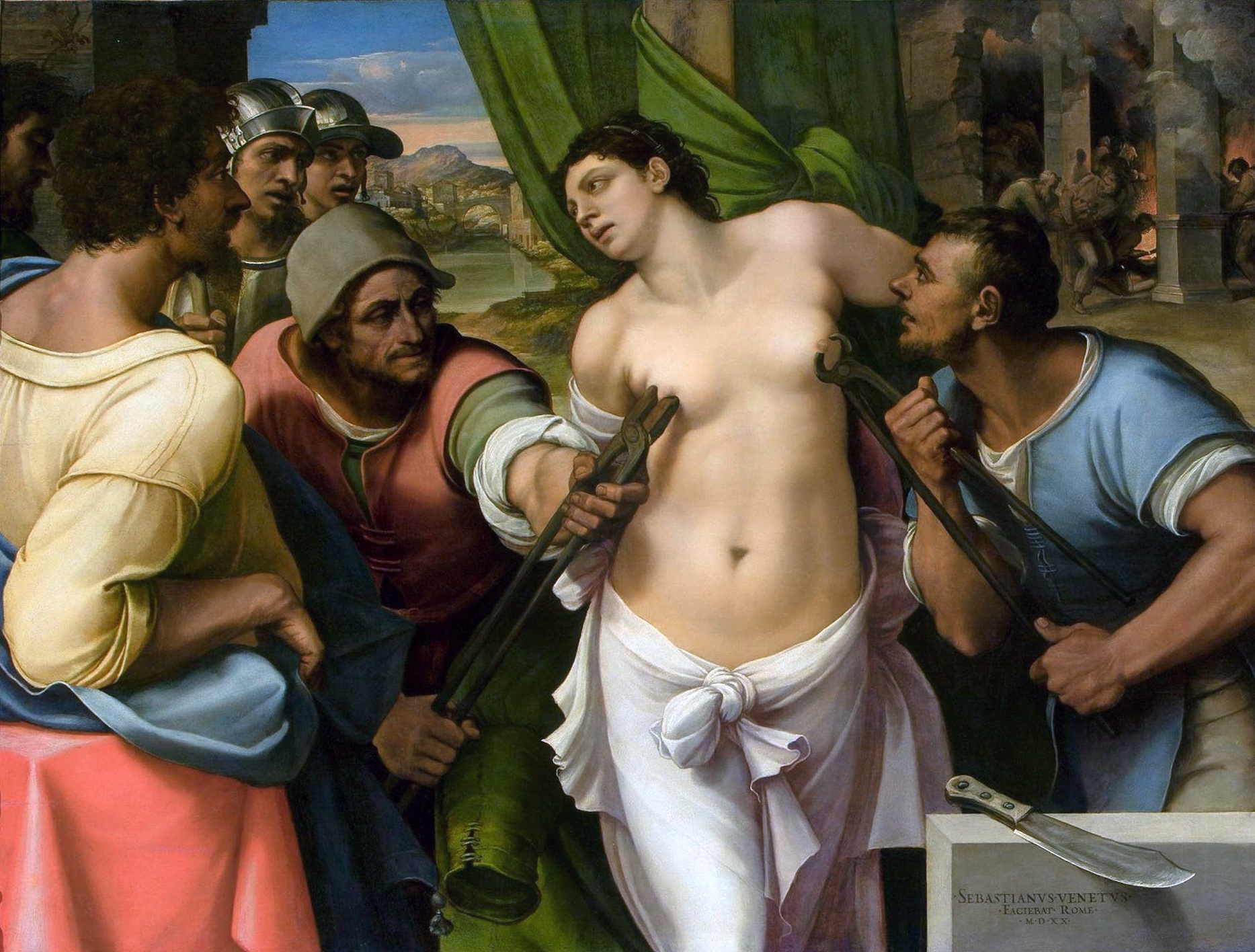
Le Martyre de sainte Agathe, 1520 Sebastiano del Piombo, Palais Pitti, Florence (Italie)
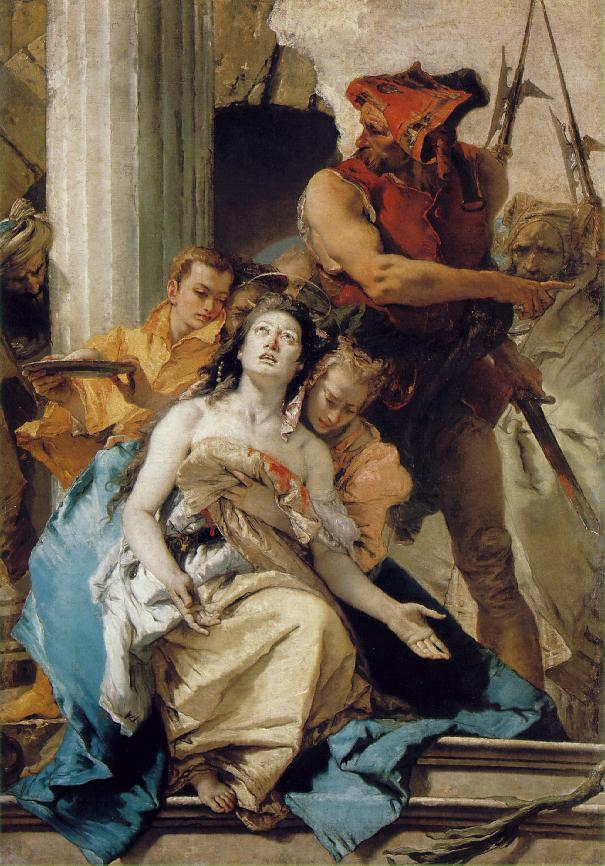
Le Martyre de sainte Agathe Giambattista Tiepolo, 1750, Gemäldegalerie[11] (Berlin)
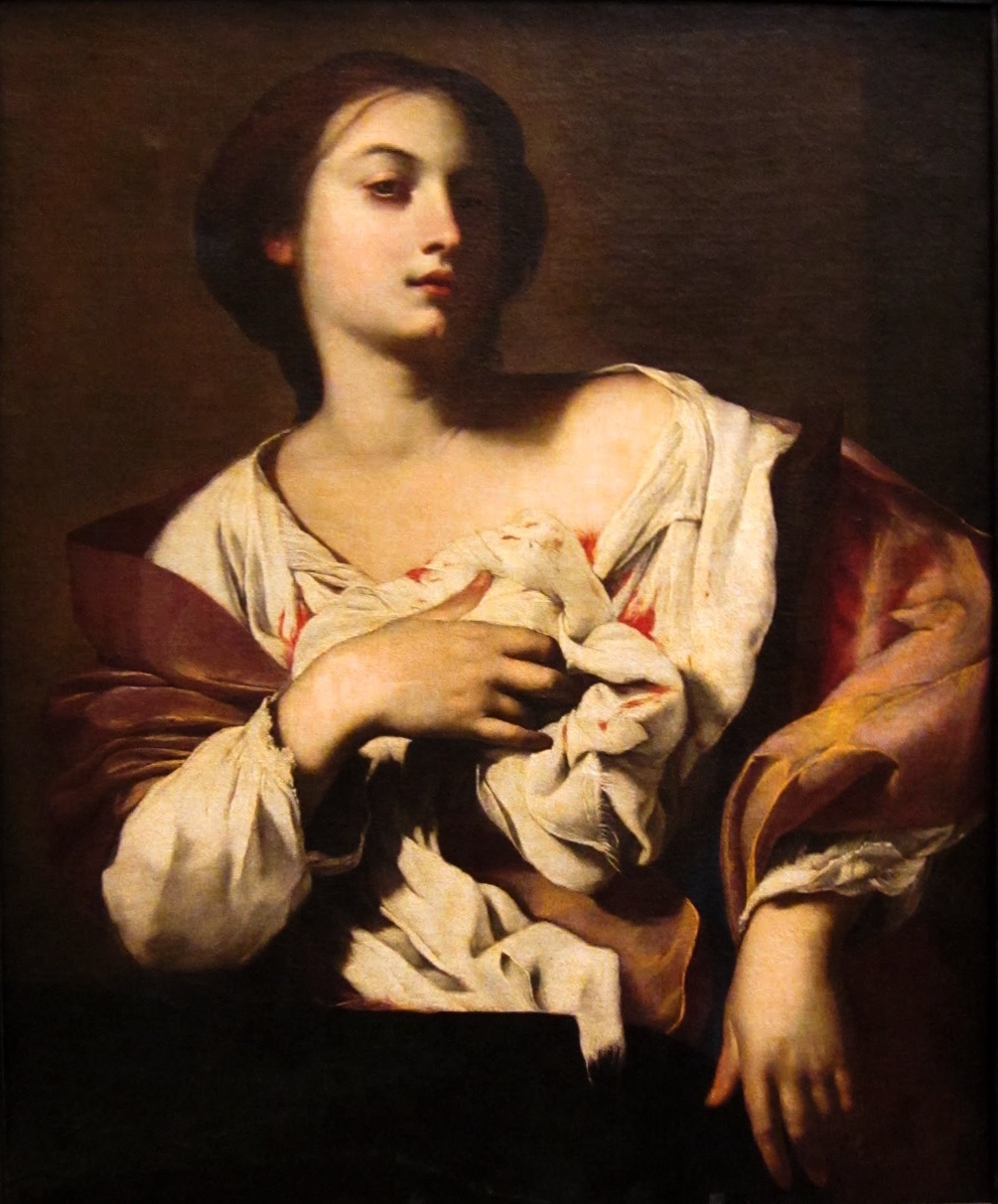
Sainte Agathe, Francesco Guarini, v. 1637-1640, musée de Capodimonte, Naples

## Représentation dans l'art contemporain
- Agathe de Catane figure parmi les 1 038 femmes référencées dans l'œuvre d’art contemporain The Dinner Party (1979) de Judy Chicago. Son nom y est associé à Hypatie[12],[13].